# Cabo Panaguiya
El cabo Panaguiya (del ruso: Панагия) es un cabo situado en la orilla sur de la península de Tamán, sobre el mar Negro, 12 km al suroeste de la stanitsa Tamán, en Rusia. Es el extremo suroriental del estrecho de Kerch que separa, de este a oeste, al krai de Krasnodar de Rusia y la república autónoma de Crimea en Ucrania, y de sur a norte, el mar Negro del mar de Azov. Tiene una altura de 30 m. Junto al cabo se hallan varios islotes. Está compuesto de arrecifes consistentes en esqueletos de briozoos cubiertos de capas de arcilla, de la cual el mar retira 1 m al año. Tiene estatus de lugar protegido de la naturaleza.
Su nombre deriva del griego Panagía (Παναγία, "de la Virgen"). Se cree que fuera el lugar donde San Andrés desembarcó para su predicación del cristianismo en el siglo I d. C., lo que hace del cabo tradicionalmente el lugar inicial del cristianismo en Rusia.